# Біг-Сенді (Техас)
Біг-Сенді (англ. Big Sandy) — місто (англ. town) в США, в окрузі Апшер штату Техас. Населення — 1231 особа (2020).

## Географія
Біг-Сенді розташований за координатами 32°35′9″ пн. ш. 95°6′46″ зх. д. / 32.58583° пн. ш. 95.11278° зх. д. (32.585720, -95.112656).  За даними Бюро перепису населення США в 2010 році місто мало площу 4,32 км², з яких 4,22 км² — суходіл та 0,10 км² — водойми.

## Демографія
Згідно з переписом 2010 року, у місті мешкали 1343 особи в 575 домогосподарствах у складі 340 родин. Густота населення становила 311 осіб/км².  Було 648 помешкань (150/км²).
Расовий склад населення:
| - 82,7 % — білих - 13,2 % — чорних або афроамериканців - 0,5 % — азіатів - 0,2 % — корінних американців - 1,8 % — осіб інших рас |

До двох чи більше рас належало 1,6 %. Частка іспаномовних становила 5,4 % від усіх жителів.
За віковим діапазоном населення розподілялося таким чином: 26,4 % — особи молодші 18 років, 58,7 % — особи у віці 18—64 років, 14,9 % — особи у віці 65 років та старші. Медіана віку мешканця становила 35,4 року. На 100 осіб жіночої статі у місті припадало 87,6 чоловіків;  на 100 жінок у віці від 18 років та старших — 89,1 чоловіків також старших 18 років.
Середній дохід на одне домашнє господарство  становив 47 597 доларів США (медіана — 35 625), а середній дохід на одну сім'ю — 58 540 доларів (медіана — 51 442). За межею бідності перебувало 18,1 % осіб, у тому числі 26,4 % дітей у віці до 18 років та 13,1 % осіб у віці 65 років та старших.
Цивільне працевлаштоване населення становило 745 осіб. Основні галузі зайнятості: освіта, охорона здоров'я та соціальна допомога — 31,4 %, виробництво — 14,4 %, транспорт — 10,1 %, роздрібна торгівля — 9,8 %.